# Mustafa Olpak
Mustafa Olpak (Ayvalık, oktober 1953 – İzmir, 3 oktober 2016) was een Afro-Turkse auteur en activist. Hij schreef een familiegeschiedenis over de ervaringen van Afrikaanse slaven in het Ottomaanse rijk en hun afstammelingen in Turkije.

## Levensloop

### Jonge jaren
Olpak werd geboren als het vijfde kind van Kemale, een naaister, en Mehmet, een marmerbewerker.
Hij werd vijftien maanden na zijn geboorte geregistreerd, daarom is de geboortedatum op zijn identiteitskaart 1 januari 1955. Olpak begon direct na de lagere school met werken en raakte niet lang daarna betrokken bij de arbeidersbeweging. In 1978 trouwde hij met zijn eerste vrouw, Sevgi. Met haar kreeg hij twee kinderen.
In 1979 werd de vereniging waar hij lid van was aangevallen. Olpak werd bij de aanval in zijn arm en been getroffen. Daarna werd hij opgepakt. Na de staatsgreep van 1980 verbleef hij een jaar in de gevangenis. Toen hij uit de gevangenis kwam, kon hij zijn arm niet meer zo gebruiken als tevoren.

### Schrijverschap
In de jaren negentig begon Olpak met schrijven om zijn eigen leven beter te begrijpen. Terwijl hij de geschiedenis van zijn familie verkende, kwam op het spoor van hun slavernijverleden.
In 2002 publiceerde hij een boek Kemale dat het levensverhaal van zijn moeder bevat.
In Kemale beschrijft Olpak de lotgevallen van zijn familie, de gevangenneming in Afrika, en de slavernij op het Ottomaanse Kreta.
Het boek vervolgens de moeilijke reis van de familie naar Anatolië. Sommige familieleden arriveerden vóór de bevolkingsuitwisseling tussen Turkije en Griekenland van de jaren twintig; anderen als gevolg daarvan. De familieleden arriveerden aan de kust van de jonge Turkse republiek en spraken alleen maar Grieks, net als de meerderheid van de moslims op Kreta. Hun integratieproces verliep moeizaam. Ze werden gepest en hadden moeite werk te vinden. Vanwege haar donkere huidskleur werd Olpaks moeder op school buitengesloten. Ze verliet school om geld te verdienen voor het gezin, en kreeg negen kinderen.
Na verder onderzoek evolueerde het boek tot Mustafa's meesterwerk uit 2005, Kenya-Girit-İstanbul:Köle Kıyısından İnsan Biyografileri (Kenia-Kreta-Istanbul: menselijke biografieën van de slavenkust), een verhaal over de relatief onbekende geschiedenis van de Afrikaanse slavernij in het Ottomaanse rijk.

### Organisatie van de Afro-Turkse gemeenschap
Het succes van het boek uit 2005 stelde Mustafa in staat de Afro-Turkse gemeenschap te organiseren. In 2006 hield de Afrikalılar Kültür ve Dayanışma Derneği (Vereniging voor Afrikaanse cultuur en solidariteit) haar openingsbijeenkomst, bijgewoond door journalisten, academici en het hoofd van het Unesco Slave Route-project. Sinds 2006 viert men weer het lentefeest Dana Bayramı (Kalfsfeest). Deze Afro-Turkse traditie werd aanvankelijk tot in de jaren vijftig van de vorige eeuw in stand gehouden, waarna het feest in de vergetelheid raakte. Dit festival is nu een jaarlijkse bijeenkomst voor mensen van Afrikaanse afkomst in Turkije.
- Bibliothèque nationale de France: cb155054768 (data)
- Gemeinsame Normdatei: 132769026
- International Standard Name Identifier: 0000 0000 5353 9086
- Library of Congress Control Number: no2006097271
- Nederlandse Thesaurus van Auteursnamen: 274165120
- Système universitaire de documentation: 111746698
- Virtual International Authority File: 4690888
- WorldCat: E39PBJdctFh8rHGdXywRxFMkjC